# 관측 로켓

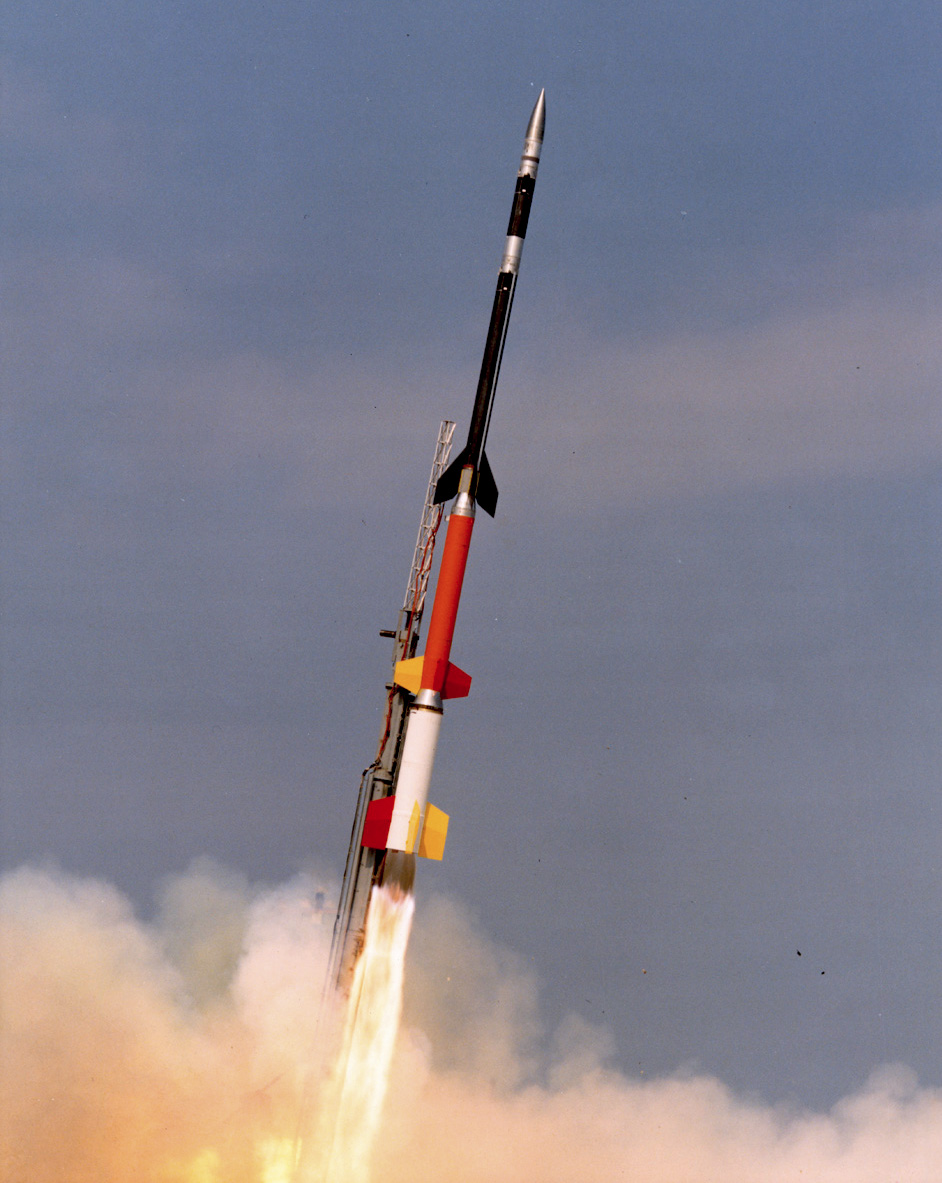
블랙 브랜트 XII가 발사되고 있다.

관측 로켓(觀測 rocket) 혹은 때때로 연구 로켓(research rocket)은 우주 공간 또는 고층 대기의 과학 관측이나 실험을 수행하기 위하여 장비를 탑재한 준궤도(sub-orbital) 로켓을 말한다. 영어로는 사운딩 로켓(영어: sounding rocket)이라고도 한다.
관측 로켓은 수직 방향으로 쏘아올려져서 상승하면서 관측을 하고 낙하 중에도 다 타 버릴 때까지 관측을 계속한다.

## 관측 고도
고(高)고도 대기의 관측은 기구(氣球)에 라디오 존데를 달아서 날리고, 지상의 레이다로 기구를 추적하면서 그 흐르는 모양을 살펴보고, 고공(高空)의 바람을 측정함과 동시에 라디오 존데로 온도나 기압에 대한 정보를 보내 오는 방법으로 행해지고 있다. 그러나 기구 존데로 측정할 수 있는 것은 고도 30~40km가 한도이며, 또 기구는 곧바로 레이다로 추적할 수 없는 수평선 저쪽으로 이동하므로 관측 범위도 한정되어 있다.
관측 로켓은 50에서 1500 킬로미터를 비행하며, 고도는 기상 풍선(weather balloon)과 인공위성 사이의 고도이다. 기상 풍선의 최고고도는 대략 40 킬로미터이며, 인공위성의 최저고도는 대략 120 킬로미터이다.
블랙 밴트 로켓과 같은 관측 로켓의 경우에는 최고고도(apogee)가 1,000에서 1,500 km 에 달한다. 관측 로켓은 종종 군사용 로켓 모터를 사용한다.
보통의 관측 로켓은 고체 연료 로켓과 페이로드로 구성된다. 탄도 미사일과 준궤도 비행을 하는 점이 동일하며, 탄두에 폭탄을 넣는가 과학장비를 넣는가에 따라 달라진다. 탄도 미사일 개발은 국제적으로 규제되나, 관측 로켓의 개발은 그렇지 않다. 준궤도 비행을 하는 관측 로켓(sounding rocket)이 추력을 더 가져서 궤도 비행을 하면 우주발사체가 된다.

## 용도 및 관측 방법
관측로켓은 보통 다음과 같은 용도로 사용된다:
- Aeronomy(초고층 대기 물리학) 연구
- 자외선과 엑스레이 측정
- 마이크로중력 연구

이른바 수직 방향의 종심단면(縱深斷面)의 관측은 관측 로켓에 의존하는 수밖에 없다. 관측 로켓이 아니면 관측할 수 없는 것들은 여러 가지가 있으나 특히 중요한 것은 고층 대기의 연구이다. 기상 로켓은 라디오 존데를 머리 부분에 달고 고도 60~80km까지 상승, 거기서 낙하산을 펴고 존데를 작동시키면서 서서히 강하하면서 관측데이터를 보낸다. 지상 레이다는 이 데이터를 수신하여 낙하산이 흘러가는 방향에서 바람을 측정한다.
기상 위성처럼 지구면을 내려다보는 꼴로 관측하는 경우도 있으며, 이 밖에 로켓을 쏘아올려 나트륨 증기를 고공에 뿌리고, 그 흐르는 모양을 지상에서 관측하는 방법, 그리고 채프라고 하는 얇은 테이프를 고공에 뿌리고 이것을 레이다로 추적하는 방법도 있다. 원거리 통신에서 중요한 역할을 하는 전리층(電離層)의 관측을 위해 전리층의 특성을 수평 방향으로 탐색하는 외에 고도별로 이온의 단위 면적당의 수를 관측 로켓으로 자세히 관측하는 방법이 세계적으로 행해졌다.
오로라를 보다 자세하게 관측하기 위해서는 로켓을 오로라 속으로 쏘아올려서 조사하기도 한다.

## 사용국가
- 영국의 스카이라크 로켓이 1955년 설계되었다. 2005년 중단되기까지 400회 이상 발사했다.
- Rocket Lab 보관됨 2012-09-26 - 웨이백 머신 은 Atea 로켓을 개발했다. 고도 250 km 이상에 10 ~ 70 kg의 페이로드를 운반한다.
- 호주 우주 연구소(ASRI)는 소형 관측 로켓 프로그램(SSRP)을 운영한다. 고도 7 km까지 페이로드를 운반하는 교육용이다.
- 이란 우주국은 2007년 2월 최초의 관측 로켓을 발사했다.
- UP Aerospace operates the UP Aerospace SpaceLoftXL sounding rockets that can reach altitudes of 225 km.
- TEXUS, MiniTEXUS는 독일의 관측로켓이다. ESA 프로그램이다.
- Maser 로켓은 스웨덴의 관측로켓이다. ESA 프로그램이다.

## 같이 보기
- 과학로켓 1호
- 과학로켓 2호
- 과학로켓 3호
- 프로젝트 나이키
- 로켓 랩